# Barjouville
Barjouville é uma comuna francesa na região administrativa do Centro, no departamento Eure-et-Loir. Estende-se por uma área de 4,09 km². Em 2010 a comuna tinha 1 769 habitantes (densidade: 432,5 hab./km²).